# 2002年中国女子足球超霸杯
2002年国联证券中国女子足球超霸杯是2002年由中国足球协会主办的一项足球锦标赛，由2002年中国女子足球超级联赛冠军北京城建对阵2002年中国女子足球锦标赛冠军上海上视。比赛于2002年12月12日在江苏省无锡市的无锡体育中心举行。最终上海上视以1比0的比分击败北京城建。

## 赛事数据
| 2002年12月12日 15:15 UTC+8 |

| 北京城建   | 0 - 1 | 上海上视 |
| ---------- | ----- | -------- |
| 唐伶俐 35' | 报告  |          |

| 无锡，无锡体育中心 |